# Ministère des Infrastructures et des Transports (Guinée)
Le ministre des infrastructures et des transports  est un ministère guinéen crée le 9 octobre 2021 dont le dernier ministre est Yaya Sow du 26 octobre 2021 au 17 novembre 2022.

## Titulaires depuis 2021
| Nom | Nom      | Dates du mandat | Dates du mandat | Gouvernement(s) |  |
| --- | -------- | --------------- | --------------- | --------------- |  |
|     | Yaya Sow | 26/10/2021      | 17/11/2022      | Béavogui        |  |